# マルセル・デュプレ
マルセル・デュプレ（Marcel Dupré, 1886年5月3日 - 1971年5月30日）はフランスのオルガニスト・作曲家。

## 経歴
ルーアンの音楽一家に生まれ、幼少時から神童と呼ばれた。パリ音楽院には1904年に入学し、シャルル＝マリー・ヴィドールと、アレクサンドル・ギルマン、ルイ・ヴィエルヌほかに師事した。1914年にカンタータ《プシシェ》によってローマ大賞を受賞。1926年にオルガン科教授としてパリ音楽院に復帰した。
欧米各地で2000回以上のオルガン演奏会を行い、有名になる。1920年の演奏会では、全10回にわたってJ.S.バッハのオルガン作品全曲を暗譜で演奏した。またこの時期、自動再生オルガンにもバッハ作品や自作を録音している。1934年に、ヴィドールの後任オルガニストとして、サン・シュルピス教会に勤務。1947年にアメリカ音楽院総長に就任した。また同年から1954年までフォンテーヌブロー音楽院院長に、1954年から1956年までパリ音楽院院長に就任した。
1971年にパリ近郊のムドンに没した。

## 作曲について
作曲家としては、広範囲にわたる作品番号付の65曲を作り出した。また、音楽教育家としても傑出した存在であり、ジャン・ラングレー、オリヴィエ・メシアン、ガストン・リテーズ、ジャン・アラン、マリー＝マドレーヌ・デュリュフレ＝シュヴァリエ、ロランド・ファルシネリ、ジャンヌ・ドゥメシュー、マリー＝クレール・アラン、アレクサンダー・シュライナー、ヴァージル・フォックス、ピエール・コシュロー、ジャン・ギユー、マイケル・マレイなどといった数々の歴史的オルガニストを2世代にわたって輩出した。また、アメリカを代表する合唱指揮者ロジェー・ワーグナーもデュプレに師事した。
デュプレは作曲のほかに、バッハ、ヘンデル、モーツァルト、メンデルスゾーン、シューマン、リスト、フランクなどの作品の校訂を行なった。和声法やオルガン建造法、音楽理論、音響学、即興演奏法、オルガン奏法教則本などの理論的な著作も残した。
音楽家としての活動の焦点は常にオルガンに定まっていたが、作品はオルガン曲だけでなく、ピアノ曲や室内楽曲、管絃楽曲、合唱曲も含まれる。特にオルガンと管弦楽のための『交響曲ト短調』作品25が知られる。現在100点以上の録音が利用可能である。